# Ramiro Reducindo
Ramiro Goben Reducindo Radilla (Guerrero, 1979. február 10.) mexikói ökölvívó.

## Amatőr eredményei
- 2003-ban aranyérmes a pánamerikai játékokon félnehézsúlyban. A döntőben a kubai Yoan Pablo Hernándezt győzte le.
- 2004-ben az olimpián  az első körben kikapott a későbbi ezüstérmes fehérorosz Magomed Aripgadzsievtől.

## Profi karrierje
2006. december 1-jén szerezte meg a mexikói cirkálósúlyú bajnoki címet. 2007. május 26-án kiütéses vereséget szenvedett Felipe Romero ellen és elvesztette a veretlenségét, valamint bajnoki címét.
- 11 mérkőzés: 9 győzelem, 2 vereség.